# Polwica-Huby
Polwica-Huby – część wsi Polwica w Polsce, położona w województwie wielkopolskim, w powiecie średzkim, w gminie Zaniemyśl. Wchodzi w skład sołectwa Polwica
W latach 1975–1998 Polwica-Huby administracyjnie należała do województwa poznańskiego.
- W latach międzywojennych wieś nosiła nazwę Dobroczyn Drugi, po wojnie przemianowano na Polwica.
- Do 1990 wieś nosiła nazwę Polwica po 1990 wsi nadano nazwę Polwica-Huby, którą to posiada do dziś.